# Amityville: The Awakening

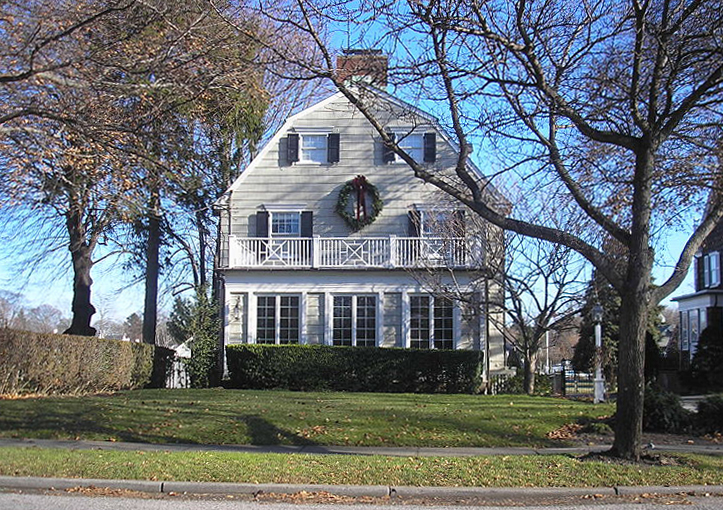
A casa original, em que a família DeFeo foi morta em 1974. Construída por volta de 1924, no nº 112 da Ocean Avenue, Amityville, Nova Iorque, Estados Unidos. No momento em que esta foto foi tirada em Dezembro de 2005, o endereço havia sido alterado para desencorajar pessoas curiosas.

Amityville: The Awakening (bra: Amityville: O Despertar) é um filme de terror estadunidense de 2017, é a sétima parte da saga The Amityville Horror. O filme será dirigido por Kenny Lemel a partir do roteiro escrito pelo mesmo, produzido por Daniel Farrands, Casey La Scala e Jason Blum, através de sua companhia de produção cinematográfica a Blumhouse Productions. Estrelado por Bella Thorne, Cameron Monaghan, Jennifer Jason Leigh, Thomas Mann e Kurtwood Smith.

## Enredo
A gótica e rebelde Belle, junto com a sua pequena irmã Julieta e James, seu irmão gêmeo em coma, mudam-se para uma casa nova na pequena vila estadunidense de Amityville em localizada na cidade de Babylon, no condado de Suffolk, com a sua mãe solteira Joan, a fim de economizar dinheiro para ajuda-lá a pagar pelos caros cuidados médicos que seu irmão necessita. Mas quando fenômenos estranhos começam a ocorrer na casa a 112 Ocean Avenue, incluindo a recuperação milagrosa de seu irmão e os pesadelos cada vez mais terríveis de Belle, que começa a suspeitar que sua mãe está escondendo a verdade dela, ela logo percebe que acabou de se mudar para a infame a casa de Ronald DeFeo Jr., o que faz com que Belle precise encontrar uma maneira de se salvar e salvar a sua família.

## Elenco
- Bella Thorne como Belle Walker, irmã gêmea de James, é uma garota bonita, gótica e por vezes até rebelde
- Cameron Monaghan como James Walker, o irmão gêmeo em coma de Belle
- Jennifer Jason Leigh como Joan Walker, mãe de Belle, James e Juliet, se muda para a casa de Amityville nas esperanças de reunir os três filhos novamente.
- Mckenna Grace como Juliet Walker (em português: Julieta Walker), é a irmã caçula dos gêmeos Belle e James, é uma criança gentil e amorosa, que gosta de está próxima do cachorro Larry e do seu ursinho de pelúcia favorito chamado Tidi.
- Thomas Mann como Terrence, um garoto e amigo da escola de Belle, a quem lhe fornece dados sobre as pesquisas envolvendo os mistérios da casa de Amityville, e que provavelmente tenha uma queda romântica por Belle.
- Taylor Spreitler como Marissa, uma amiga da escola de Belle, a quem lhe fornece ajuda aos mistérios que rodeiam a casa de Amityville
- Jennifer Morrison como Candice, tia dos irmãos Belle, James e Juliet
- Kurtwood Smith como Dr. Milton, o médico de James

## Produção
O plano original era de um filme completamente diferente e intitulado Amityville: The Lost Tapes. As produtoras cinematográficas Dimension Films e a Miramax estavam produzindo juntos, ao mesmo tempo que foi co-escrito por Casey La Scala e Daniel Farrands utilizando de um ângulo Found footage; o enredo envolvia "uma ambiciosa estagiária de um noticiário, à beira de mostrar a verdade sobre o caso mais famoso de uma casa assombrada no mundo. Ela lidera uma equipe de jornalistas, clérigos e investigadores paranormais em uma investigação de acontecimentos bizarros que seriam reconhecidos como The Amityville horror, abrindo involuntariamente uma porta para o irreal que nunca mais poderá ser fechada".
Franck Khalfoun foi designado para dirigir, as filmagens estariam previstas para começar no verão e o lançamento em 27 de Janeiro de 2012. Enquanto em um comunicado de imprensa, Bob Weinstein declarou: "Estamos entusiasmados para voltar à mitologia do Amityville Horror com uma nova e terrível visão que irá satisfazer os fãs existentes e também introduzir um público totalmente novo nesse assombroso fenômeno popular". No entanto, depois de alguns atrasos, o conceito do filme foi desmantelado. Casey La Scala e Daniel Farrands reescreveram um filme Amityville completamente diferente. Em março de 2014, o filme reescrito foi renomeado Amityville.
Também em março de 2014, Jennifer Jason Leigh e Bella Thorne assinaram contrato para estrelar o elenco. Em abril, juntaram-se ao elenco: Thomas Mann, Taylor Spreitler e Cameron Monaghan. Em fevereiro de 2016, a atriz Bella Thorne foi flagrada nas filmagens do filme.

## Divulgação
Em 22 de agosto de 2014, um trailer foi lançado e foi renomeado Amityville: The Awakening.  Em 16 de fevereiro de 2016, um novo trailer e o pôster do filme foram lançados.

## Recepção
No agregador de críticas Rotten Tomatoes, na pontuação onde a equipe do site categoriza as opiniões da grande mídia e da mídia independente apenas como positivas ou negativas, tem um índice de aprovação de 30% calculado com base em 20 comentários dos críticos. Por comparação, com as mesmas opiniões sendo calculadas usando uma média aritmética ponderada, a nota alcançada é 3,9/10.
Em outro agregador, o Metacritic, que calcula as notas das opiniões usando somente uma média aritmética ponderada de determinados veículos de comunicação em maior parte da grande mídia, tem uma pontuação de 42/100, alcançada com base em 4 avaliações da imprensa anexadas no site, com a indicação de "revisões mistas ou neutras".